# Jan Kammereith
Jan Kammereith, někdy také Kammreuth (1715 Dobromilice ? – 29. března 1769 Olomouc), byl český barokní sochař a řezbář působící na Moravě. Byl ovlivněn svým učitelem sochařem Ondřejem Zahnerem, a dále pak Janem Sturmerem nebo Filipem Sattlerem. 

## Životopis
Kammereithovo dílo je rozsáhlé nejen po kvantitativní, ale i kvalitativní části. Jeho tvorbu řadíme do pozdního baroka. Bydlel v Olomouci, poblíž kostela sv. Michala, v domě na ulici Na hradě 248/3 se svou ženou Pavlínou Antonií, dcerou malíře Jana K. Handkeho, která krátce po smrti manžela uzavřela sňatek s Nikodémem Wiedemannem, rovněž sochařem. Měl tři syny: Jana Kammereita mladšího, Pavla Kammereita a Vincence Kryštofa Kammereita. Prvorozený Jan následoval svého otce a stal se taktéž sochařem, kdežto Pavel a Vincenc šli po stopách malířství. S jejich díly se lze rovněž setkat v Olomouci.

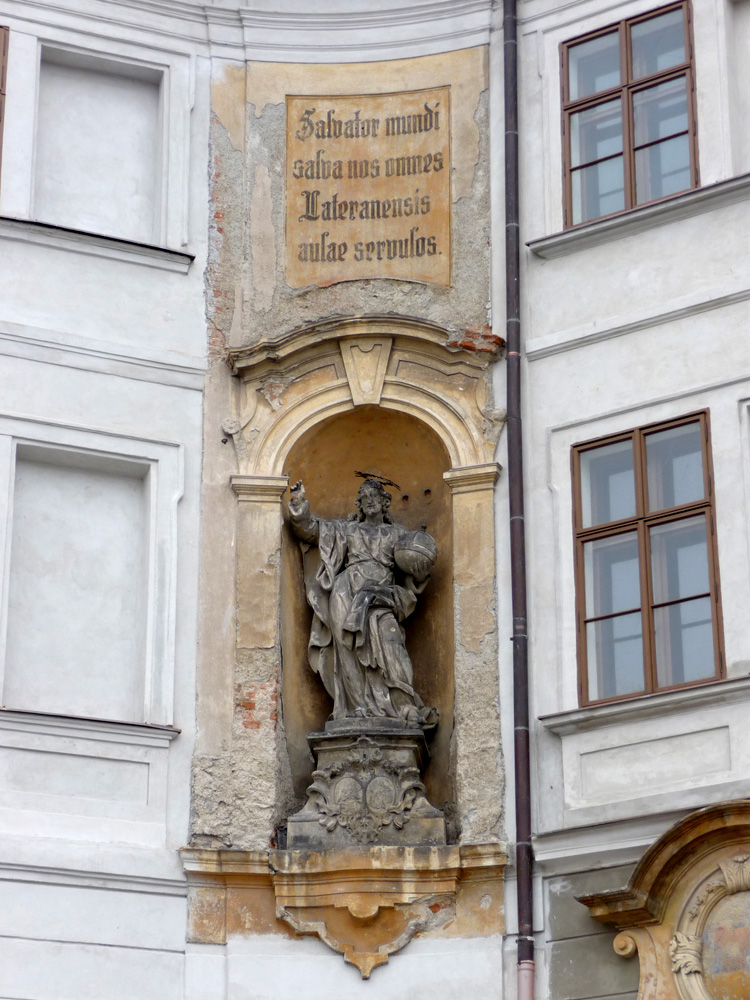
Salvator Mudi, jedno z Kammereithových prvních samostatných děl, v nice nádvoří kláštera ve Šternberku.

Jeho styl lze ztotožnit se stylem svého staršího kolegy a učitele sochaře Ondřeje Zahnera, který rovněž působil na Moravě. Zpočátku se svým učitelem spolupracoval, jako je například oltář farního kostela v Novém Jičíně. Osamostatnil se roku 1744 a ve stejném roce vytvořil sochu Salvatora Mundi pro kanonii lateránských kanovníků – augustiniánů ve Šternberku, pro jejich kostely ve Štarnově a Výšovicích vytvořil v roce 1748 hlavní oltáře.

## Dílo
Charakteristika jeho tvorby: značně expresivní forma, vyjádřená především pomocí bohatě řasené draperie, která je ostře zalamovaná. Řasením látky ale nezastírá objem těla, spíše jen podporuje dynamičnost příznačnou pro tuto dobu. U Kammereitha lze sledovat posun od zprvu prostorově otevřené dynamické kompozice figury s dramaticky zřasenými rouchy ke klidnějšímu pojetí objemu, jako je stylizované ostře zalamované pojetí látky.
Po Zahnerově smrti dokončil v roce 1757 sochařské dekorace mobiliáře v kostele Nanebevzetí Panny Marie v Novém Jičíně se sochami svatých Cyrila a Metoděje na hlavním oltáři. Podle nedávného průzkumu vytvořil i kamennou sochu sv. Ondřeje v průčelí fary v Kunčině (kolem 1765), nebo kazatelnu v kostele Nanebevzetí Panny Marie v Kroměříži (1760).
Další díla (výběr):

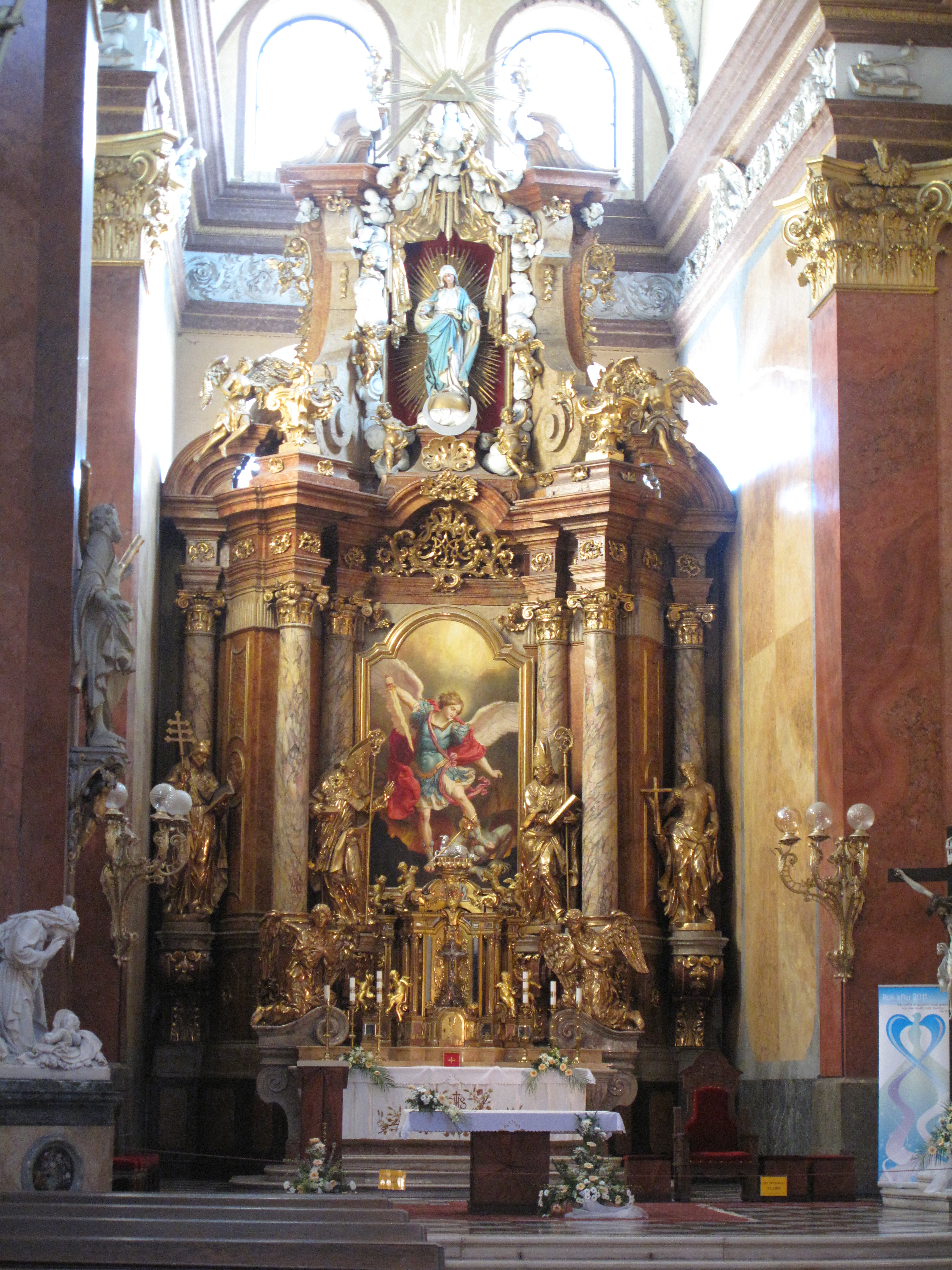
Sochařská výzdoba hlavního oltáře v kostele sv. Michala v Olomouci.

- Sochařská výzdoba hlavního oltáře v kostele sv. Michala v Olomouci.Sochařská výzdoba hlavního oltáře (počátek 40. let) a kazatelny (1. polovina 50. let) v kostele sv. Michala v Olomouci. Zlacené dřevo. Dokončení zakázky po Filipu Sattlerovi. Církevní otcové a andělé v nástavci. Vrchol kazatelny zdobí sousoší Panny Marie Růžencové se sv. Dominikem.
- Salvator Mundi (1744) a výzdoba interiérů šternberského kláštera dokončovaná po smrti Filipa Sattlera. Socha Krista – Spasitele světa držící orb a stojící na podstavci se znakem stavebníka probošta Jana Josefa Glätzla byla vytvořena z maletínského pískovce. Nachází se v nice fasády západního křídla mezi konventem a nejnovějším proboštstvím. Je to jedno z jeho prvních samostatných děl.
- Svatí Cyril a Metoděj na hlavním oltáři kostela Všech svatých v Místku (1748), bíle polychromované dřevo.
- Sochy bočních oltářů v kostele Nanebevzetí Panny Marie v Moravské Třebové (1762), dřevo, zlacení:
  - Svatý Jiří. Postava křesťanského mučedníka je součástí sochařského vybavení bočního oltáře zasvěceného sv. Vincenci Ferreskému, který je protějškem k oltáři sv. Aloise. Je zobrazen jako římský voják v nadživotní velikosti (200 cm). Stojí ve výrazném kontrapostu, který je jedním z typických poznávacích znaků umělce. V pravé ruce drží kopí, kterým se zabodává do otevřené tlamy draka. Socha je osazena na konzole, nalezneme ji po pravé straně retabula.
  - Svatý Jan Evangelista. Na oltáři sv. Aloise. Světec má esovitě prohnuté tělo obepnuté rozevlátým rouchem, které vytváří objem. V drapérii se objevují přímé a ostré tvary, odkazující na vliv Ondřeje Zahnera. V levé ruce se nachází atribut otevřené knihy, na téže straně se v zákrytu nohy krčí orel. Tělesný tvar sochař rozvedl vláčnou a pozvolnou modelací, v objemovém cítění vyšel ze samé osnovy tělesného jádra, celkový pohyb postav zvolil spíše tlumený než dramaticky akcentovaný. Projevuje se zde dřívější Kammereitova spolupráce se Zahnerem.
- Panna Marie Immaculata (kolem 1765) na hlavním oltáři v kostele sv. Jana Křtitele v Tatenici. Zlacené dřevo. Marie pokleká na zeměkouli, kolem níž se vine had. V levé ruce drží květ lilie, symbol panenské čistoty. Řezba je stylizovaná, odproštěná od detailů, plastická a prostorově izolovaná. Vzniklá již v duchu pozdního umělcova díla.